# Jan Maj

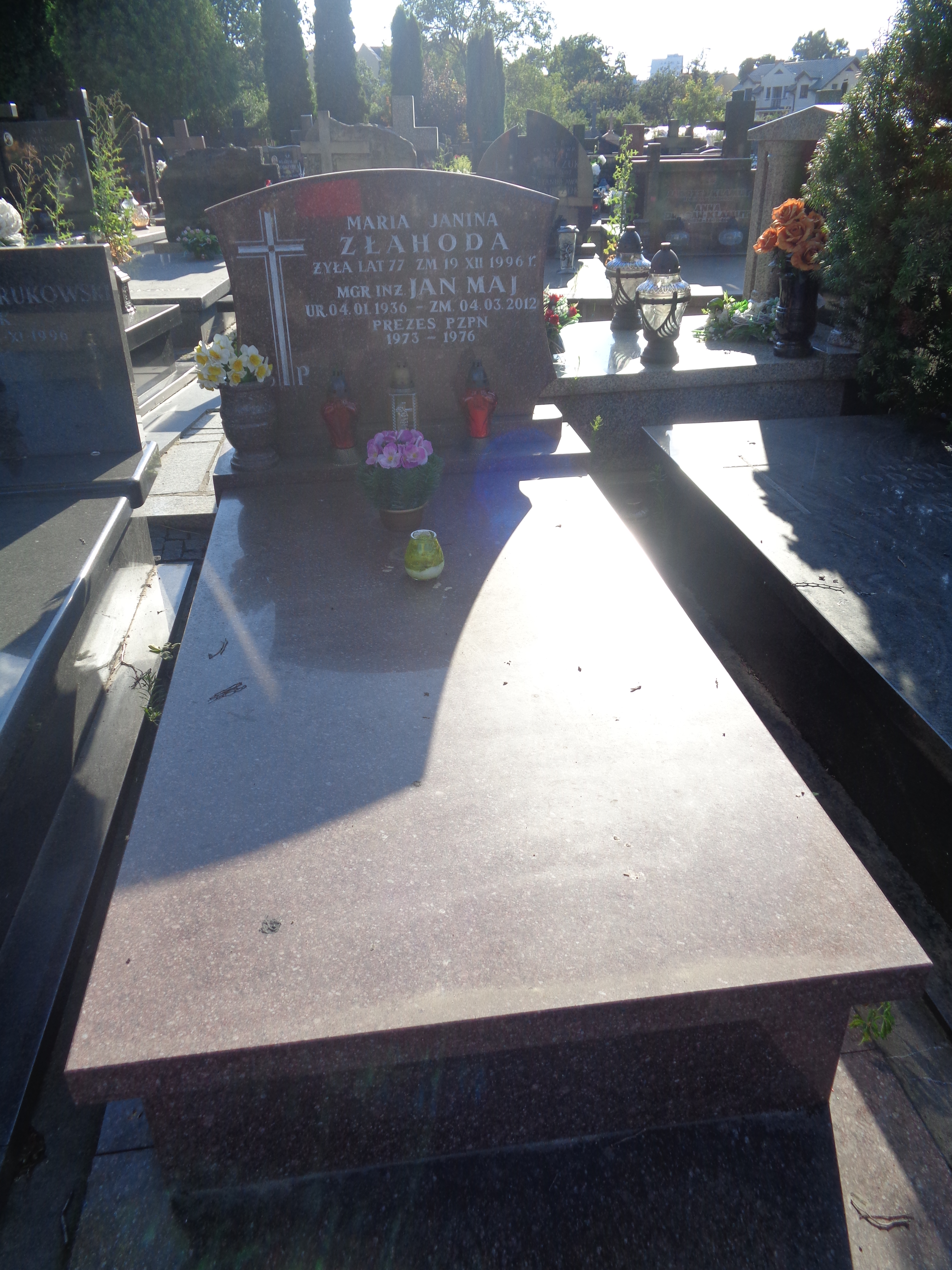
Grób Jana Maja na Cmentarzu przy ul Renety

Jan Maj (ur. 4 stycznia 1936 w Winiarach, zm. 4 marca 2012) – polski działacz sportowy, prezes Polskiego Związku Piłki Nożnej (1973–1976), konsul generalny PRL w Kurytybie (1978–1981).

## Życiorys
Ukończył Liceum Ogólnokształcące im. Hugona Kołłątaja w Pińczowie (1954), Wydziału Mechanicznego Politechniki Krakowskiej (1960) oraz Studium Podyplomowego Służby Zagranicznej w Wyższej Szkole Nauk Społecznych przy KC PZPR w Warszawie (1976/1977).
Był działaczem Związku Młodzieży Polskiej. W latach 1958–1960 pełnił funkcję sekretarza Rady Okręgowej Zrzeszenia Studentów Polskich w Krakowie, następnie sekretarza (1961–1963) oraz przewodniczącego (1965–1967) Zarządu Wojewódzkiego Związku Młodzieży Socjalistycznej w Krakowie. Od listopada 1964 do maja 1965 był kierownikiem Działu Rozwoju Techniki w Zakładach Budowy Maszyn i Aparatury im. Stanisława Szadkowskiego. Od 1967 mieszkał w Warszawie, był sekretarzem Zarządu Głównego ZMS (18 maja 1967 – marzec 1972), od 1968 członkiem zarządu PZPN, od 1971 wiceprezesem PZPN ds. ideowo-wychowawczych i dyscypliny. Równocześnie od 1972 do 1976 był wiceprezesem Centralnego Związku Spółdzielczości Budownictwa Mieszkaniowego w Warszawie.
23 lutego 1956 został członkiem Polskiej Zjednoczonej Partii Robotniczej. W ramach struktur partyjnych był członkiem egzekutywy Komitetu Uczelnianego Politechniki Krakowskiej (1958–1960), I sekretarzem POP przy Radzie Okręgowej Zrzeszenia Studentów Polskich (1960–1961), członkiem egzekutywy Komitetu Wojewódzkiego w Krakowie (1964–1967) oraz członkiem egzekutywy POP przy Zarządzie Głównym Związku Młodzieży Socjalistycznej (1967–1972).
W lipcu 1973 zastąpił Stanisława Nowosielskiego na stanowisku prezesa Polskiego Związku Piłki Nożnej. Pełnił tę funkcję w okresie największych sukcesów polskiej piłki nożnej. Reprezentacja Polski, trenowana przez Kazimierza Górskiego zajęła wówczas III miejsce na Mistrzostwach Świata w Piłce Nożnej w Niemczech w 1974 i srebrny medal na Letnich Igrzyskach Olimpijskich w Montrealu w 1976. Ustąpił ze swojego stanowiska w grudniu 1976. Od 1977 był pracownikiem Departamentu Konsularnego Ministerstwa Spraw Zagranicznych, m.in. w latach 1978–1981 był konsulem generalnym w Kurytybie.
Był Członkiem Honorowym PZPN (1976), a przed śmiercią wiceprzewodniczącym Klubu Seniora.
Jego stryjecznym bratem był prałat Józef Maj.
Zmarł 4 marca 2012. Został pochowany na starym cmentarzu na Służewie.